# Тартус
Тартус (арап. طرطوس) је друга највећа лука Сирије, и главни град истоимене покрајине. Број становника у агломерацији је 2004. године износио 162.980 становника. 